# John Levén
Pour les articles homonymes, voir Leven (homonymie).

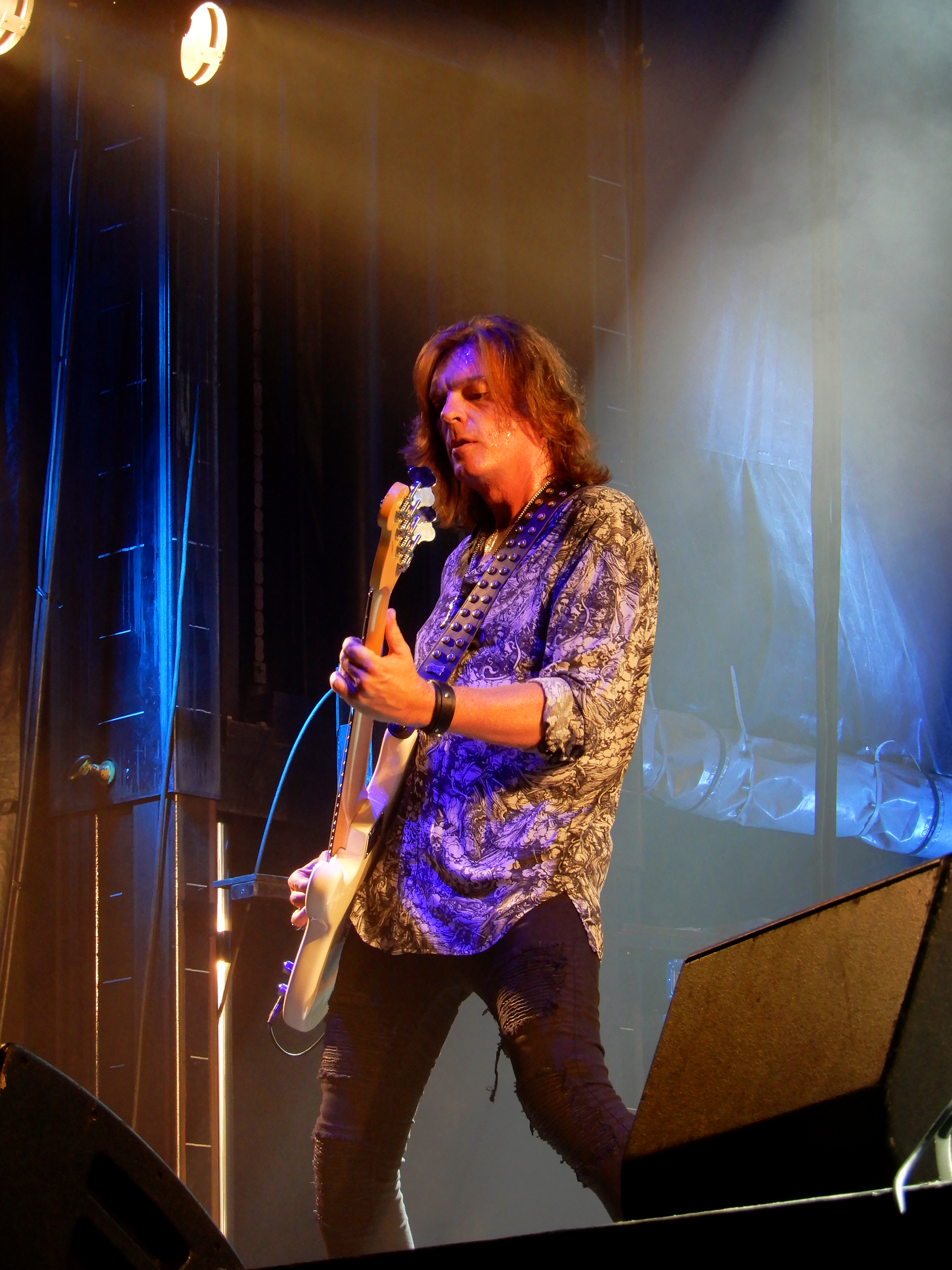
John Levén (Europe) au Festival Estival de Trélazé en 2019

John Levén (de son vrai nom John Gunnar Levén), né le 25 octobre 1963 en Suède, est un musicien (guitare et basse) de metal.

## Biographie
Sa famille s'est installée à Upplands Väsby (Suède) alors qu'il avait 7 ans. À 14 ans, il reçoit de sa grand-mère sa première guitare. Il ne pensait alors qu'à faire la fête, jouer au foot et écouter du hard-rock. Comme Joey Tempest et John Norum, il était un adolescent jouant de la musique dans un garage. Avec ses deux amis, il forme le groupe FORCE qui devient Europe. Commençant comme guitariste, il change d'instrument et se met à la basse. Après le collège, il entreprend des études de mécanicien et obtient des jobs de portier et livreur.
The Final Countdown (1986) propulse Europe en haut des charts. En 1992, quand Europe fait une pause, il participe à divers projets tels que Southpaw, Brazen Abbot, Last autumn dream. Depuis 2004, Europe est à nouveau réuni.
Il est marié à Annika Törnlind et père de trois garçons, Daniel, Alex et Adrian.

## Discographie

### Europe
- 1983 - Europe
- 1984 - Wings of Tomorrow
- 1986 - The Final Countdown
- 1988 - Out of This World
- 1991 - Prisoners in Paradise
- 2004 - Start From the Dark
- 2006 - Secret Society
- 2008 - Almost Unplugged
- 2009 - Last look at Eden
- 2012 - Bag of Bones
- 2015 - War of Kings

### Autres albums
- 1994- Glenn Hughes- From Now On
- 1994- Glenn Hughes- Burning Japan Live
- 1995- Thin Lizzy Tribute- The Lizzy Songs (avec John Norum)
- 1996 - The Johansson Brothers- Sonic Winter
- 1997 - Brazen Abott - Eye of the Storm
- 1997- Clockwise- Nostalgia
- 1998- Brazen Abbott- Bad Religion
- 1998- Clockwise- Naive
- 1998- Southpaw- Southpaw
- 1998- Thore Skogman- An Ar Det Drag
- 2000- Various Artists- Power From the North Sweden Rocks the World (avec Southpaw)
- 2001- Nikolo Kotzev- Nostradamus
- 2002- Sweet F.A.- Tribute to the Sweet (avec Johan Kihlberg All Star Experience)
- 2003- Brazen Abott- Guilty as Sin
- 2003- Last Autumn's Dream- Last Autumn's Dream
- 2005- Sha-Boom- The Race is On
- 2010- Jayce Landberg- Good Sleepless Night

### Autres singles
- 1985- Swedish Metal Aid- Give a Helpin Hand
- 1994- Glenn Hughes- Pickin Up the Pieces
- 1994- Glenn Hughes- Why Dont You Stay

### Bootlegs
- 1980- Yngwie J. Malmsteen's Rising Force- Black Star